# 天梯 (竹山鎮)
天梯，又稱梯子吊橋或竹山天梯，是臺灣一座階梯式索橋，為南投縣竹山鎮一處旅遊景點，位於該鎮的大鞍里太極峽谷，與周邊景點劃為「梯子吊橋風景區」，由南投縣政府觀光處營運及維護，2021年11月7日重新營業。。

## 簡介
南投縣政府為重新發展太極峽谷的觀光開發，2004年著手計畫興建一座吊橋，並遠聘日本技師來臺參與興建工程，興建目的是為避開原路線的危險區段，將橋址蓋在加走寮溪的支流立秋寮溪（也有稱為梯子嶺溪），橫跨於太極峽谷之上。這座吊橋附近有「梯子嶺」地名，但橋名是開放票選而得「梯子吊橋」之名。梯子吊橋於2005年完工，全長136公尺，共208階，但兩端受到地形落差，使得其中一端得高上20公尺。其橋下則是深有百餘公尺的太極峽谷，附近有人面巨石、雙龍瀑布、玉福吊橋、一線天、梯子嶺土地公、天井瀑布、化石平台、青龍瀑布等景點。2009年3月14日起，梯子吊橋設立風景區，並制定門票收取。
自從梯子吊橋啟用後，前往的遊客在行駛投54線時，開始反映出路況不佳，以及被媒體揭露白牌車違法載客有安全問題。2007年5月20日，投54線發生翻車事故，造成4死5傷。事後由檢察官來到現場勘驗，認為投54線的車道寬度僅4公尺，會車倍感困難，加上路面起伏又積水，很容易就會使車輛翻落至谷底。公路總局實地勘查後，認為前往梯子吊橋的道路除了投54線，還有投49線與投49-1線，這些道路都是屬於車道寬度狹窄，路面不良，所以公路總局提出投54線在線型及縱坡度的設計上需要改善，並增設護欄、道路反射鏡、反光導標等警示標誌。為避免投54線這次翻車事故再次發生，南投縣政府選擇將投54線列為遊客車輛禁行，直到獲得安全上改善才考慮是否放行。在竹山鎮公所有公告給遊客，可經由投49線與投49-1線前往梯子吊橋的路線。